# 皮托SA-18坦克炮

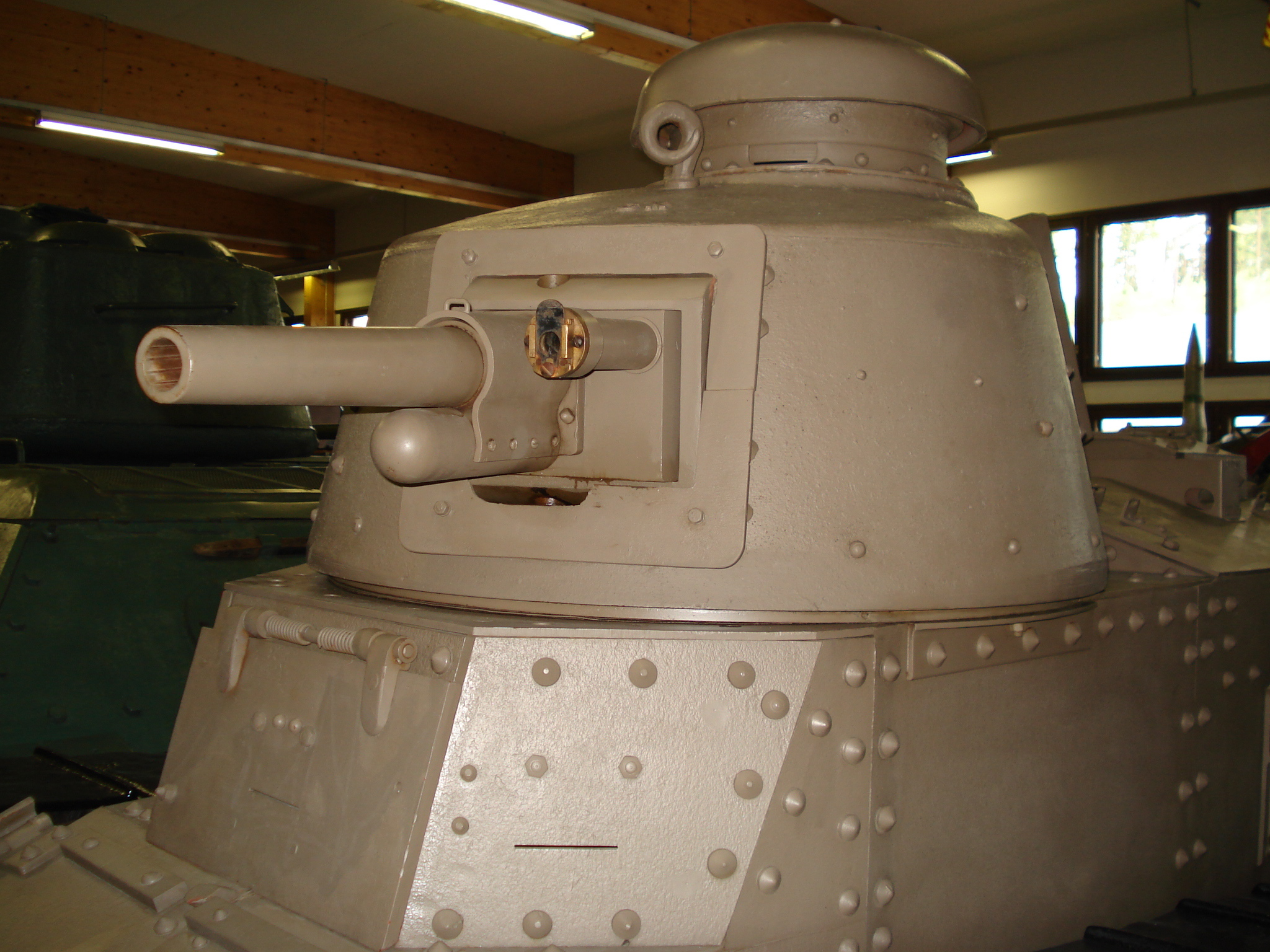
装配于雷诺FT-17坦克上的皮托SA-18坦克炮

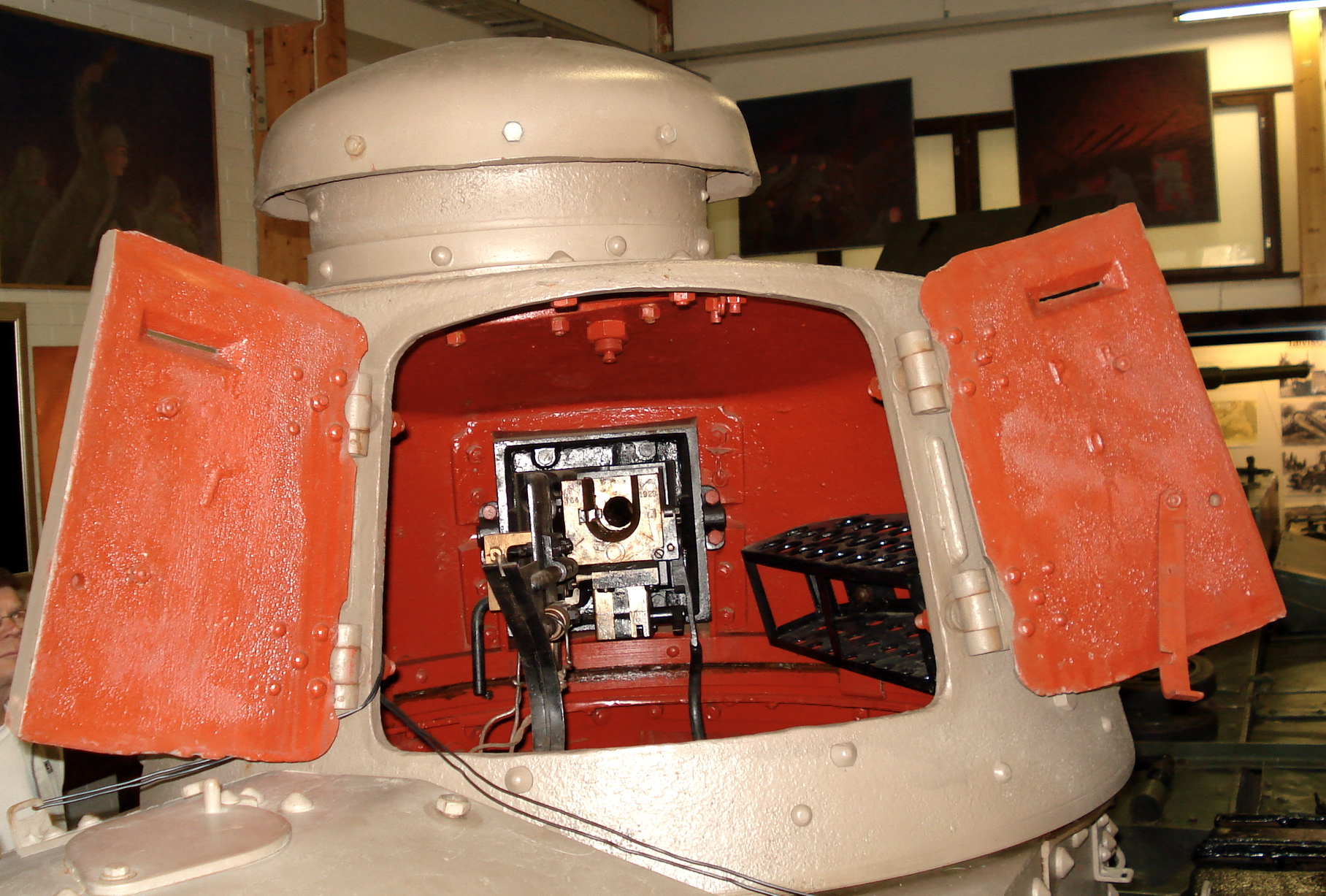
雷诺FT-17坦克内部

皮托SA-18坦克炮是法国在一戰期間由設計的一种戰車炮，主要装备于雷诺FT-17坦克上。
这是一个简易却不失破壞力的火炮。它主要用于对付步兵和机枪阵地，由于它的低初速使它不能當作有效的反装甲武器。虽然其貧弱的貫穿力無法對裝甲單位造成威脅，但在1939年前，对付一些轻装甲載具也是绰绰有余。它由一个士兵单独操作，具有易上手性和不易受干扰性。

## 技术细节
枪管长度为21倍径(L/21)。最快攻击速度为15发/分钟，有效攻击为速度为10发/分钟。  
该型火炮在一战时期装备在法国制雷诺FT-17坦克上。同时，该型火炮也被安装在雷诺R35坦克、霍奇基斯H-35坦克和H-38坦克、FCM 36坦克和幾款法制装甲车上。